# Bombardements de Bangkok pendant la Seconde Guerre mondiale
Théâtre d'Asie du Sud-Est de la Seconde Guerre mondiale
Batailles
- Opération Cockpit
- Opération Transom
- Opération Matterhorn (Pelembang - Kuala Lumpur)
- Bombardements de Bangkok (1942-45)
- Bombardements de Singapour (1944-45)
- Opération Crimson
- Opération Banquet (Padang)
- Opération Light
- Opération Millet
- Opération Outflank (Robson - Lentil - Meridian)
- Opération Sunfish
- Opération Bishop
- Opération Balsam
- Opération Collie
- Opération Livery

Japon :
- Raid de Doolittle
- Bombardements stratégiques sur le Japon (Tokyo
- Yokosuka
- Kure
- Hiroshima et Nagasaki)
- Raids aériens japonais des îles Mariannes
- Campagne des archipels Ogasawara et Ryūkyū
- Opération Famine
- Bombardements navals alliés sur le Japon
- Baie de Sagami
- Invasion de Sakhaline
- Invasion des îles Kouriles
- Opération Downfall
- Reddition du Japon

Pacifique central :
- Pearl Harbor
- Guam (1941)
- Wake
- Raid sur les îles Gilbert et Marshall
- Opération K
- Midway
- Opération RY
- Campagne des îles Gilbert et Marshall
- Campagne des îles Mariannes et Palaos
- Campagne des archipels Ogasawara et Ryūkyū
- Opération Inmate

Pacifique du sud-ouest :
- Nauru
- Invasion des Philippines (1941-42)
- Invasion des Indes orientales néerlandaises
- Opérations de l'Axe dans les eaux australiennes
- Raids aériens japonais sur l'Australie (1942-43)
- Opération Ke
- Campagne des îles Salomon
- Campagne de Nouvelle-Guinée
- Campagne des Philippines
- Campagne de Bornéo (1945)

Asie du sud-est :
- Invasion de l'Indochine (1940)
- Océan Indien (1940-45)
- Guerre franco-thaïlandaise
- Invasion de la Thaïlande
- Campagne de Malaisie
- Hong Kong
- Singapour
- Campagne de Birmanie
- Opération Kita
- Indochine (1945)
- Détroit de Malacca
- Opération Jurist
- Opération Tiderace
- Opération Zipper
- Bombardements stratégiques (1944-45)

Guerre sino-japonaise
Front d'Europe de l’Ouest
Front d'Europe de l’Est
Bataille de l'Atlantique
Campagnes d'Afrique, du Moyen-Orient et de Méditerranée
Théâtre américain
Les bombardements de Bangkok pendant la Seconde Guerre mondiale sont de nombreux raids aériens menés par les Alliés entre janvier 1942 et avril 1945 contre la capitale thaïlandaise. La ville fut aussi la cible de la première mission de combat des Boeing B-29 Superfortress en juin 1944.

## Raids aériens britanniques et américains initiaux

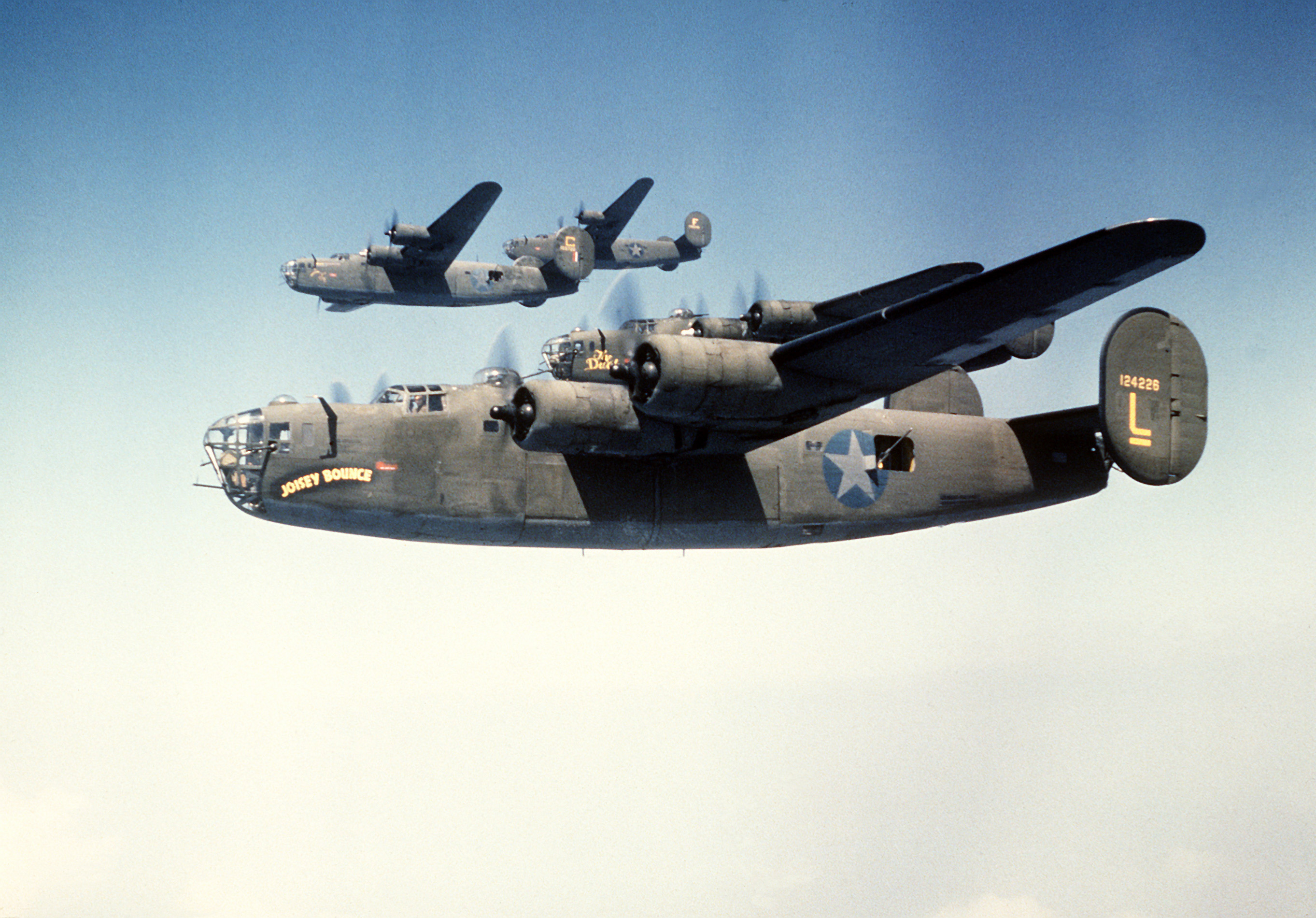
Consolidated B-24 Liberator en formation.

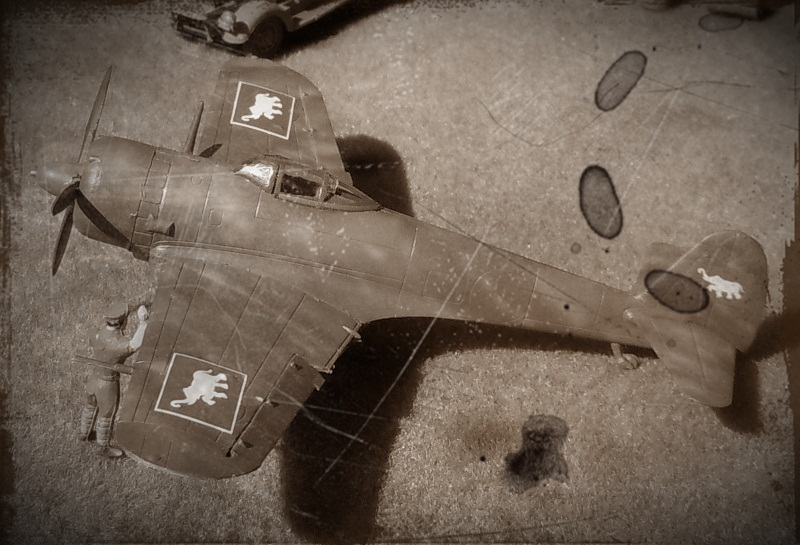
Modèle de Nakajima Ki-43 thaïlandais (RTAF).

Les bombardements alliés sur la capitale thaïlandaise ont débuté avant même que la Thaïlande n'ait déclaré la guerre, puisque l'empire du Japon utilisait le pays comme zone de transit pour ses invasions de la Malaisie et de la Birmanie, avec l'accord réticent du gouvernement thaïlandais après l'invasion réussie par le Japon du pays d'Asie du Sud-Est le 8 décembre 1941. Le premier raid a eu lieu le 7 janvier 1942, lorsque des avions de la Royal Air Force (RAF) au départ de Rangoun ont attaqué des cibles militaires dans la ville,. L'American Volunteer Group, ainsi que sept bombardiers du No. 113 Squadron RAF et trois bombardiers Bristol Blenheim du No. 45 Squadron RAF ont été impliqués dans le premier raid. Les avions du 113e escadron étaient pilotés par l'équipage du 60e escadron. Le deuxième raid de nuit a été effectué par huit Blenheim du 24 au 25 janvier et comprenait du personnel navigant du 60e escadron de la RAF. Un dernier raid a été effectué trois jours plus tard par quatre Blenheim ; ce fut le dernier raid par ce type d'avions jusqu'en mai ou juin 1945. Les bombardements britanniques et américains ont été également aidés par le forces thaïlandaises libres, un mouvement de guérilla anti-japonais aligné par les Alliés. Les agents de ce réseau clandestin ont désigné des cibles pour les avions alliés et les emplacements des positions japonaises, rendant même des comptes rendus de la météo au-dessus des zones concernées.
Après la chute de Rangoun par les Japonais le 7 mars, des bombardiers lourds de la RAF et des B-24 Liberator de la Tenth Air Force (United States Army Air Forces), basés en Inde et en Chine, ont attaqué des cibles en Thaïlande,, notamment car Bangkok abritait un des centres de commandement japonais sur le front de l'Asie du Sud-Est. Les bombardiers de la RAF et de l'USAAF ont mené les raids dans le cadre de la guerre du Pacifique ; ceux-ci ont ciblé des installations utilisées par l'armée japonaise occupante, mais les raids visaient également à faire pression sur le gouvernement de l'homme fort militaire thaïlandais Plaek Phibunsongkhram pour le forcer à abandonner son alliance impopulaire avec le Japon impérial. Les principaux objectifs étaient le port nouvellement achevé de Bangkok et le système ferroviaire thaïlandais. Les raids de la RAF, de l'USAAF et d'autres forces aériennes alliées se sont poursuivis avec une intensité croissante depuis l'Inde jusqu'à la libération de Rangoun le 3 mai 1945, puis depuis la ville elle-même jusqu'à la fin de la guerre en août de la même année. Les bombardiers Blenheim et Mustangs ont opéré de Rangoun contre Bangkok dans cette dernière phase du bombardement.
Le 14 avril 1945, cinq mois avant la capitulation japonaise, les centrales électriques Samsen et Wat Liab de Bangkok ont été bombardées lors de raids aériens alliés, laissant la capitale sans électricité. En réponse à une demande de l'Autorité de l'électricité de Bangkok, les sous-marins Matchanu et le Wirun de la classe Matchanu se sont ancrés à la Bangkok Dock Company et ont servi de générateurs électriques pour l'une des lignes de tramway de Bangkok.

## Première mission de combat des B-29 Superfortress

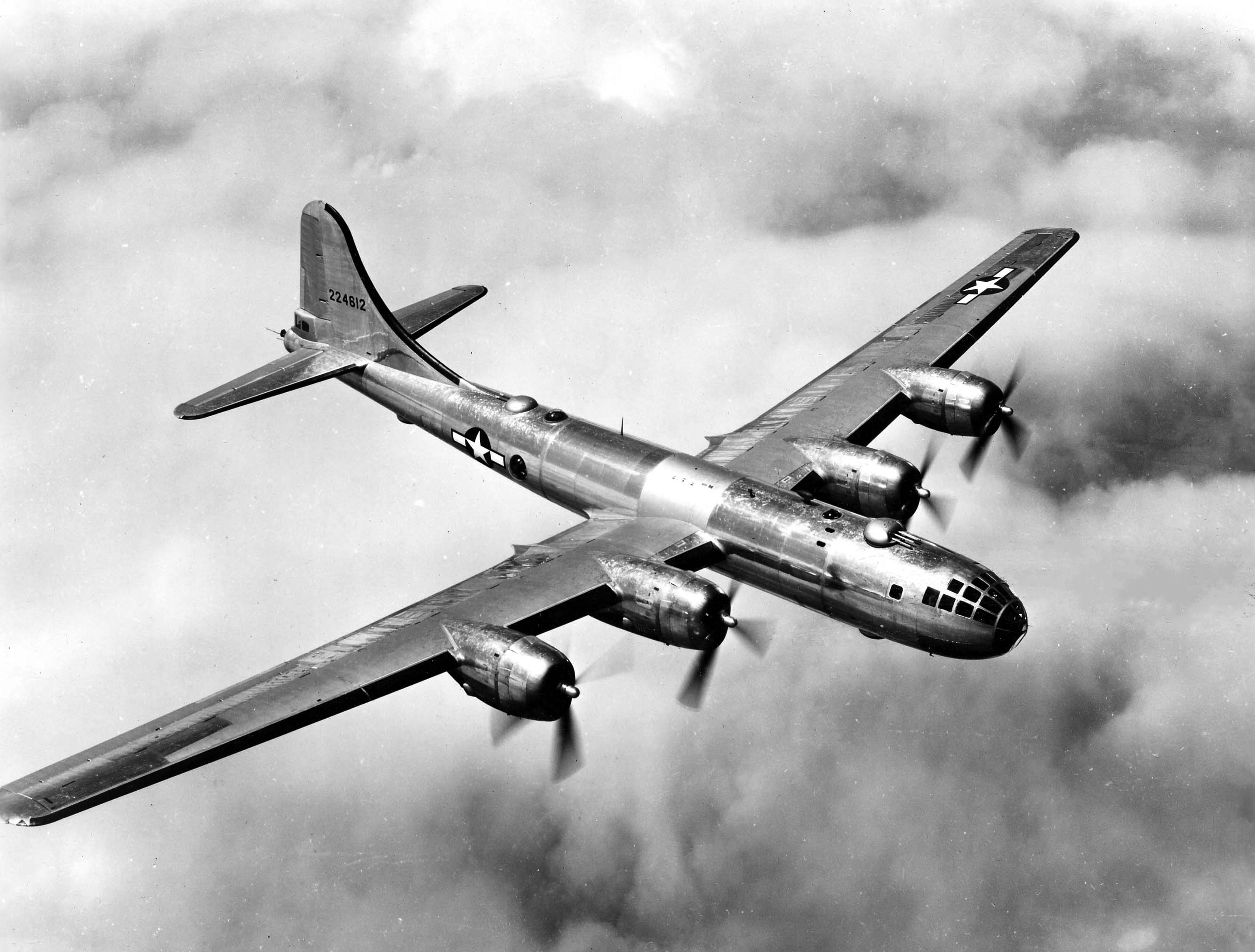
Boeing B-29 Superfortress.

Lors de sa première mission de combat, le Boeing B-29 Superfortress américain a été utilisé par la 58e division aérienne du XXe Bomber Command contre Bangkok, avant d'être déployé contre les îles japonaises. La décision d'utiliser les B-29 pour bombarder Bangkok remonte à 1943 et a été mentionnée dans un communiqué entre le président américain Franklin D. Roosevelt et le Premier ministre britannique Winston Churchill dans lequel Roosevelt suggéra leurs utilisations pour bombarder le port et les lignes de chemins de fer.
Le 5 juin 1944, 98 B-29 dirigés par le commandant de la 58e, le général LaVerne Saunders, ont décollé des aérodromes indiens pour attaquer les chantiers des lignes de chemin de fer de Makasan à Bangkok. D'un aller-retour de 2 261 milles, le raid fut la plus longue mission de la guerre. Seuls 77 des B-29 arrivèrent à Bangkok, 21 autres ayant dû faire demi-tour à cause de problèmes de moteur. Arrivés dans la capitale thaïlandaise vers 11 h 00, les équipages trouvèrent leurs cibles obscurcies par le mauvais temps. Censés larguer leurs bombes entre 22 000 et 25 000 pieds, ils n'eurent guerre le choix de les larguer entre 17 000 et 27 000 pieds. Seules 18 bombes ont atteint leurs cibles, les autres ont détruit un hôpital militaire japonais et endommagé le quartier général de la police secrète japonaise. À leur retour en Inde, 42 des B-29 ont dû se dérouter vers d'autres aérodromes en raison d'un manque de carburant et cinq d'entre eux se sont écrasés à l'atterrissage. D'autres raids ont été menés par les Superforteress contre des cibles stratégiques à Bangkok.

## Occupation britannique temporaire
À la fin des hostilités, les forces militaires britanniques et indiennes sont entrées dans Bangkok pour désarmer et rapatrier les Japonais s'étant rendus. Le 9 septembre 1945, la RAF installa son quartier général sous la direction du capitaine de groupe Donald Finlay de l'escadre 909 de la RAF à l'aérodrome Don Muang à Bangkok. Trois escadrons de la RAF étaient représentés au Siam pendant la brève occupation : le No. 20 Squadron RAF comprenant des Spitfire VIII, le No. 211 Squadron RAF comprenant des de Havilland Mosquito VI et un détachement du No. 685 Squadron RAF comprenant un avion de reconnaissance photographique Mosquito. L'aérodrome était défendu par le No. 2945 Squadron, du RAF Regiment. La quasi-totalité des unités de la RAF avaient quitté le pays en janvier 1946.